# Joacim Cans
Joacim Cans (Mora; 19 de febrero de 1970) es el vocalista del grupo sueco de power metal HammerFall. Además de su banda, tiene un álbum como solista publicado en el 2004 titulado Beyond the Gates (Más allá de las puertas).

## Historia musical
Esta empieza a los 16 años cuando forma su primera banda, llamada "Eternity", que era de power metal, en la que fue guitarrista y vocalista, que terminó con su separación en 1988. Después formó otra banda llamada "Round and Round", una banda donde finalmente se centró sólo en el micrófono. En este grupo también se reunió Roger Johansson, que más tarde se convirtió en el director de los vídeoclips de Hammerfall "Renegade", "Always will be" y "Hearts on fire". Finalmente la banda se separó y decidió no volver a cantar.
A los 21 años se unió a la banda "Highlander", en la cual se quedó por 5 años, a partir de ese momento decide entrenar su voz y en 1993 se matricula en la escuela de música Hollywood, California, en donde se perfeccionó mucho como cantante y músico. Durante este período de tiempo conoció a Elmgren Stefan, con quien trabajó 10 años en diferentes bandas y proyectos.
Tras su regreso de EE. UU. le piden unirse a la banda "Mrs. Hippie", en la que contribuyó en la realización del disco "Lotus".
Poco después de esta experiencia, recibe una llamada Jesper Strömblad, integrante de la banda Hammerfall, pidiéndole que le ayudara en un concierto. Joacim, finalmente se reúne con los integrantes de esta banda, Oscar, Jesper, Glenn y Fredrik, integrándose a ella de forma definitiva hasta la actualidad.
En la actualidad, junto con Oscar Dronjak, son los rostros de la banda HammerFall

## Discografía
Solista:
- Beyond the Gates (2004)

Hammerfall:
- Glory to the brave (1997)
- Legacy of kings (1998)
- Renegade (2000)
- Crimson Thunder (2002)
- One Crimson Night (2003)
- Chapter V: Unbent, Unbowed, Unbroken (2005)
- Threshold (2006)
- Steel Meets Steel – Ten Years of Glory (2007) (Álbum recopilatorio)
- Masterpieces (2008) (Álbum recopilatorio)
- No Sacrifice, No Victory (2009)
- Infected (2011)
- (r)Evolution (2014)
- Built to last (2016)
- Dominion (2019)

## Páginas
- Joacim Cans' Official site

- HammerFall's Official site

- HammerFall's Official fan club

- Datos: Q360855
- Multimedia: Joacim Cans / Q360855